# Campeonato Goiano de Futebol de 1983
O Campeonato Goiano de Futebol de 1983 foi a 40º edição da divisão principal do campeonato estadual de Goiás. O campeão foi o Goiás que conquistou seu 7º título na história da competição. O Anapolina foi o vice-campeão.

## Participantes
| Equipe    | Cidade    | Em 1982 | Participação | Títulos             |
| --------- | --------- | ------- | ------------ | ------------------- |
| Anápolis  | Anápolis  | -       | -            | 1 (1965)            |
| Anapolina | Anápolis  | -       | -            | 0 (não possui)      |
| Atlético  | Goiânia   | 3º      | 40ª          | 7 ( último em 1970) |
| Goiânia   | Goiânia   | -       | 40ª          | 14 (último em 74)   |
| Goiás     | Goiânia   | 2º      | 40ª          | 6 (Último em 1981)  |
| Itumbiara | Itumbiara | 4º      | -            | 0 (não possui)      |
| Rio Verde | Rio Verde | -       | -            | 0 (não possui)      |
| Vila Nova | Goiânia   | 1º      | -            | 10 (último em 82)   |

## Premiação
| Campeonato Goiano de 1983 |
| Goiânia                   |
| ------------------------- |
| Goiás Campeão (7º título) |